# Élection présidentielle mauritanienne de 2007
Une élection présidentielle a eu lieu en mars 2007 en Mauritanie.
C'est la première élection présidentielle pluraliste et transparente dans ce pays, qui a subi une suite de renversements de gouvernements depuis son indépendance, et clos le processus électoral engagé par le Conseil militaire pour la justice et la démocratie (CMJD) présidé par Ely Ould Mohamed Vall. 
Le premier tour de l'élection présidentielle a eu lieu le 11 mars 2007. Au second tour le 25 mars, Sidi Ould Cheikh Abdallahi a été élu face à Ahmed Ould Daddah. Celui-ci a été investi le 19 avril 2007.

## Mode de scrutin
Le président mauritanien est élu au scrutin uninominal majoritaire à deux tours pour un mandat de cinq ans renouvelable une seule fois. Si aucun candidat ne recueille la majorité absolue des suffrages exprimés au premier tour, un second est convoqué deux semaines plus tard.

## Candidats déclarés
19 candidats se sont présentés à l'élection.
- Sidi Ould Cheikh Abdallahi, candidat "indépendant" soutenu par la coalition "La Charte"
- Ahmed Ould Daddah, président du Rassemblement des forces démocratiques (RFD), candidat à l'élection présidentielle en 1992 et 2003
- Zeine Ould Zeidane, candidat indépendant, ancien Gouverneur de la Banque centrale de Mauritanie
- Messaoud Ould Boulkheir, candidat issu de la communauté haratine (ex-esclaves), Alliance populaire progressiste (APP)
- Ibrahima Moctar Sarr, candidat issu de la minorité négro-africaine, Mouvement pour la réconciliation nationale
- Saleh Ould Hanenna, candidat soutenu par des islamistes modérés, un des meneurs du putsch manqué contre l'ex-président mauritanien, Maaouiya Ould Taya, en juin 2003
- Mohamed Ould Maouloud, Union des forces du progrès (UFP)
- Dahane Ould Ahmed Mahmoud, ministre de l'Information et des Affaires étrangères et de la Coopération de l'ex-président Mohamed Khouna Ould Haïdalla
- Mohamed Ould Cheikhna
- Mohamed Khouna Ould Haidalla, ancien Chef d’État entre 1980 et 1984[1].
- Ethmane Ould Cheikh Ebi El Maali
- Ba Mamadou Alassane
- Mohamed Ahmed Ould Baba Ahmed Ould Salihi
- Moulaye El Hacen Ould Jeid, Parti mauritanien pour le renouveau (PMR)
- Chbih Ould Cheikh Malainine
- Rajel dit Rachid Moustapha
- Sidi Ould Isselmou Ould Mohamed Ahid
- Isselmou Ould El Moustapha

## Résultats des élections
Le Conseil constitutionnel a validé le 15 mars les résultats du premier tour de l'élection présidentielle. 
| Candidat                                  | Suffrage exprimé | %       |
| ----------------------------------------- | ---------------- | ------- |
| Sidi Ould Cheikh Abdallahi                | 183 726          | 24,80 % |
| Ahmed Ould Daddah                         | 153 252          | 20,69 % |
| Zeine Ould Zeidane                        | 113 182          | 15,28 % |
| Messaoud Ould Boulkheir                   | 72 493           | 9,79 %  |
| Ibrahima Moctar Sarr                      | 58 878           | 7,95 %  |
| Saleh Ould Hanenna                        | 56 700           | 7,65    |
| Mohamed Ould Maouloud                     | 30 254           | 4,08    |
| Dahane Ould Ahmed Mahmoud                 | 15 326           | 2,07 %  |
| Mohamed Ould Cheikhna                     | 14 200           | 1,92 %  |
| Mohamed Khouna Ould Haidalla              | 12 813           | 1,73 %  |
| Ethmane Ould Cheikh Ebi El Maali          | 10 868           | 1,47    |
| Ba Mamadou Alassane                       | 4 076            | 0,55 %  |
| Mohamed Ahmed Ould Baba Ahmed Ould Salihi | 2 779            | 0,38 %  |
| Moulaye El Hacen Ould Jeid                | 2 535            | 0,34 %  |
| Chbih Ould Cheikh Malainine               | 2 111            | 0,28 %  |
| Rajel dit Rachid Moustapha                | 1 977            | 0,27 %  |
| Sidi Ould Isselmou Ould Mohamed Ahid      | 1 784            | 0,24 %  |
| Isselmou Ould El Moustapha                | 1 779            | 0,24 %  |

| Candidat                   | Suffrage exprimé | %       |
| -------------------------- | ---------------- | ------- |
| Sidi Ould Cheikh Abdallahi |                  | 52,89 % |
| Ahmed Ould Daddah          |                  | 47,11 % |